# 13.ª Divisão da Guarda de Fuzileiros (URSS)
13ª Divisão da Guarda de Fuzileiros foi uma divisão de infantaria do exército soviético na Segunda Guerra Mundial, parte do 62º Exército na Batalha de Stalingrado, entre 1942 e 1943.
A divisão foi formada em 19 de janeiro de 1942, quando a 87ª Divisão de Fuzileiros recebeu o status de 'da Guarda' - unidades de elite na Rússia Imperial e na União Soviética - e foi renomeada como 13ª da Guarda.
Em 14 de setembro de 1942, a divisão foi transportada através do rio Volga para a cidade de Stalingrado, para reforçar as tropas soviéticas que ali lutavam contra os invasores alemães, sendo quase destruída nos combates travados na estação ferroviária e na colina Mamayev. Reforçada e reequipada, durante o resto do conflito fez parte das tropas da contra-ofensiva soviética em Voronej, Kharkov e Kursk, onde também sofreu grandes perdas, no grande esforço do exército soviético para a libertação do território do país, invadido pela Alemanha nazista.
Após o fim de guerra, a divisão foi incorporada ao Grupo de Forças do Sul do exército soviético na Europa ocupada, sendo reorganizada como 13ª Divisão Mecanizada da Guarda, antes de ser dissolvida nos anos 50. Sua linhagem foi levada adiante pela 13ª Divisão de Tanques da Guarda, que fez parte das Forças do Sul por muitos anos, até ser completamente extinta no fim dos anos 80.